# Иванов-Смоленский, Анатолий Георгиевич
Анато́лий Гео́ргиевич Ивано́в-Смоле́нский (17 мая 1895 — январь 1982, Москва) — советский психиатр, патофизиолог, доктор медицинских наук, действительный член Академии медицинских наук СССР, лауреат Сталинской премии второй степени (1950).

## Биография
Окончил Военно-медицинскую академию в Петрограде (1917).
В 1918—1920 годах служил ординатором и врачом в Центральном красноармейском госпитале. С 1919 года — старший ассистент созданного Бехтеревым Патолого-рефлексологического института. Позднее перешёл на позиции И. П. Павлова, работал в его лаборатории в 1920-е годы.
В 1919—1927 годах работал под руководством В. П. Осипова в психиатрической клинике Военно-медицинской академии. В 1921 году защитил диссертацию на тему «Развитие учения о психастении и опыт экспериментально-психофизиологического исследования»; с того же времени работал в лаборатории И. П. Павлова.
В 1924 году основал первую в СССР кафедру физиологии и патологии высшей нервной деятельности в Педагогическом институте им. А. И. Герцена (Ленинград).
В 1931—1945 годах — заведующий психиатрической клиникой при физиологической лаборатории И. П. Павлова во Всесоюзном институте экспериментальной медицины. В период Великой Отечественной войны — консультант в эвакогоспиталях, в том числе в блокадном Ленинграде.
С 1945 года — заведующий Московским отделением Института эволюционной физиологии и патологии высшей нервной деятельности им. И. П. Павлова.
С 1952 года — директор Института высшей нервной деятельности АН СССР (основан в 1950).
В конце 1940-х годов избран академиком АМН СССР. С 1951 — организатор и главный редактор «Журнала высшей нервной деятельности им. И. П. Павлова».
В конце жизни занимался исследованием астенического синдрома, развивал концепцию интоксикации как фактора, содействующего астенизации, а также сексуальных отклонений (парафилии).
Умер в январе 1982 года. Похоронен на Новокунцевском кладбище.

### Довоенный период
В молодости интересовался проблемами экспериментального исследования ассоциаций, сна и гипноза, провёл исследование возможности мысленного внушения животным. Автор так называемой рефлекторной или речедвигательной методики исследования психических процессов, которая состоит в изучении динамики нервных процессов во взаимодействии 1-й и 2-й сигнальных систем в норме и патологии. В психиатрической литературе используется термин «синдром Иванова-Смоленского» (описан в 1934): находящийся в кататоническом ступоре больной может на устно задаваемые ему вопросы отвечать письменно.
Занимался проблемами детской психологии и психологии развития в контексте развития сигнальных систем, в частности проводил опыты над детьми — беспризорниками и детдомовцами, которых помещали в лабораторию и подвергали хирургированию, пытаясь показать тождественность рефлексов животных и детей. В конце 1920-х гг. был сторонником педологии. С 1944 года — сотрудник Института школьной гигиены, в котором руководил исследованиями физиологических функций ребёнка.
Под руководством В. М. Бехтерева исследовал связь работы мозга с творчеством.

## Классификация темпераментов
Поддержал взгляды Павлова на темперамент; развивая его теорию, предложил новую классификацию, основанную на соотношении симпатической и парасимпатической нервных систем.
Согласно исследованиям Иванова-Смоленского, до 1 года у детей преобладают возбудительные процессы над тормозными из-за незрелости коры, то есть преобладает действие симпатической НС над парасимпатической НС, отсюда повышенная моторика. Созревание коры, установление таламо-кортикальных связей и ассоциативных межполушарных связей осуществляется к 7 годам.
Исследования Иванова-Смоленского детей 8—11 лет позволили установить тип НС по нейро-вегатативным показателям: частоте дыхания, пульсу, артериальному давлению, реакции фагоцитоза (иммунного ответа на введение антигенов). Введение гамма-глобулина увеличивает количество фагоцитов в крови. По времени реакции (от введения гамма-глобулина до реакции фагоцитоза) дети были разделены на четыре группы: у сильных безудержных реакция наступала через 30 минут, у сильных уравновешенных через 4 часа, у сильных инертных через 12 часов, у слабых через 24 часа слабо выраженная реакция. Дальнейшие исследования позволили составить типологию по соотношению процессов торможения и возбуждения:
- подвижный тип — положительные (возбудительные) и тормозные временные связи образуются легко;
- инертный тип — как положительные, так и отрицательные связи образуются медленно;
- возбудимый тип — положительные связи образуются легко, а тормозные медленно;
- тормозной тип — положительные связи образуются медленно, а тормозные легко[4]

Иванов-Смоленский рассматривал «слабый» тип нервной системы (по Павлову) как отклонение и предлагал методы лечения данного отклонения.

## Гипотеза о стадиях развития ребёнка
Предложил следующую классификацию стадий развития.
Первоначально условные рефлексы ребёнка осуществляются на уровне первой сигнальной системы, то есть, непосредственный раздражитель вступает в связь с непосредственными вегетативными и соматическими реакциями. По терминологии Иванова-Смоленского, это связи типа Н—Н («непосредственный раздражитель — непосредственная реакция»).
Во второй половине года ребёнок начинает реагировать на словесные раздражители непосредственными вегетативными и соматическими реакциями. Таким образом, добавляются условные связи типа С—Н («словесный раздражитель — непосредственная реакция»). К концу первого года жизни (после 8 месяцев) ребёнок начинает подражать речи взрослого так, как это делают приматы, при помощи отдельных звуков, обозначающих что-либо вовне или какое-либо собственное состояние. Затем ребёнок начинает произносить слова. Сначала они также не связаны с какими-либо событиями во внешнем мире. При этом в возрасте от 1,5— 2 лет часто одним словом обозначается не только какой-либо предмет, но и действия, переживания, связанные с ним. Позже происходит дифференциация слов, обозначающих предметы, действия, чувства. Таким образом, прибавляется новый тип связей Н—С («непосредственный раздражитель — словесная реакция»).
На втором году жизни словарный запас ребёнка увеличивается до 200 и более слов. Он начинает объединять слова в простейшие речевые цепи, а затем строить предложения. К концу третьего года словарный запас достигает 500—700 слов. Словесные реакции вызываются не только непосредственными раздражителями, но и словами. Ребёнок научается говорить. Таким образом, возникает новый тип связей С—С (« словесный раздражитель — словесная реакция»).

## «Павловская сессия»
Печальную известность Иванов-Смоленский получил как один из организаторов «павловской сессии» — совместной сессии АН СССР и АМН СССР, где подверглись жёсткой критике «немарксистские и буржуазные» взгляды ряда отечественных физиологов, прежде всего Л. А. Орбели, Л. С. Штерн, П. К. Анохина, Н. А. Бернштейна. В своём выступлении Иванов-Смоленский обрушился с критикой также на психологию, которую обвинял в необъективности. Он полагал, что «субъективный метод изучения психических явлений должен быть заменен объективным исследованием физиологических процессов, так как объективное изучение психических явлений невозможно», и призывал к «замене психологии физиологией высшей нервной деятельности».
После данной сессии был сформирован так называемый «Павловский научный совет» при АМН СССР, который занялся цензурой научных работ; Иванов-Смоленский занял должность заместителя председателя данного совета. Деятельность совета была осуждена на съезде физиологов в 1955 году.
Вместе с тем, по свидетельству ученицы А. Г. Иванова-Смоленского, автора известной монографии профессора Веры Константиновны Фаддеевой, в те годы сотрудницы Института высшей нервной деятельности АН СССР, Анатолий Георгиевич долгое время сопротивлялся навязываемому ему выступлению с обличительным докладом на Объединённой сессии АН и АМН СССР. Безусловно, его собственные научные убеждения во многом отличались от взглядов Л. А. Орбели, П. К. Анохина и их единомышленников, но до определённого момента он считал неприемлемым отстаивать свою позицию подобными методами. Когда же дочь А. Г. Иванова-Смоленского едва не погибла под колесами автомобиля, справедливо или нет, но Анатолий Георгиевич связал это с давлением на себя и понял, что его «кураторы» ни перед чем не остановятся. Именно после этого события А. Г. Иванов-Смоленский сдался и дал согласие действовать по предложенной «свыше» инструкции.
Ученик академика Н. И. Красногорского профессор А. И. Клиорин, близко знавший А. Г. Иванова-Смоленского в 60-70-е годы, свидетельствует, что Анатолий Георгиевич никогда не обсуждал значения произошедшего, но видимо тяготился вынужденным поступком.

## Отношения с И. П. Павловым
Современные представления об отношениях между И. П. Павловым и его ближайшим учеником А. Г. Ивановым-Смоленским часто опираются на мнение М. Г. Ярошевского, известного своей нашумевшей статьёй «Кибернетика — „наука“ мракобесов», опубликованной в 1952 году в Литературной газете. Позже, в своей статье «Как предали Ивана Павлова», он утверждает, что А. Г. Иванов-Смоленский будучи «некогда сотрудником Павлова» (на самом деле он был им до самой смерти Ивана Петровича) расходился с ним во мнениях по ряду ключевых вопросов физиологии и психологии и прежде всего природы личности человека. В подтверждение своего тезиса М. Г. Ярошевский приводит лишь один аргумент:

 «…для них характерен диалог на одной из так называемых „павловских сред“ (Раз в неделю, по средам Павлов обсуждал с сотрудниками ход исследований). Цитирую по стенограмме:
И. П. Павлов: Вы ужасно придаете значение словам, незаконно больше чем фактам. Оставьте слова.
А. Г. Иванов-Смоленский: Вашим словам я придаю большое значение.
И. П. Павлов: Не в этом дело, смотрите факты, как факты систематизируются»— Павловские среды. Т. 2. — М.—Л., 1949. — С. 453.
Но о жарких спорах во время «павловских сред» охотно говорит сам А. Г. Иванов-Смоленский, придавая им совершенно иное звучание:

«Нередко, ища объяснения для тех или других недостаточно понятных новых фактов, Иван Петрович высказывал ряд интересных соображений, в свою очередь вызывавших оживленное обсуждение, а иногда горячую дискуссию по тому или другому толкованию, предлагаемому кем-либо из сотрудников»— Иванов-Смоленский А. Г. И. П. Павлов в аудитории, в лаборатории и в клинике. — М., 1975. — С. 27.
М. К. Петрова, сотрудница И. П. Павлова, хорошо знавшая и уважавшая А. Г. Иванова-Смоленского, вспоминает его как: 

«…яркого пропагандиста и последователя учения Ивана Петровича, его долголетнего сотрудника, всей душой преданного этому делу…»— 
Истинное отношение к научным взглядам своего ученика всего за 3 года до собственной смерти высказал сам Иван Петрович в предисловии к книге А. Г. Иванова-Смоленского «Основные проблемы патофизиологии высшей нервной деятельности»:

«Профессор А. Г. Иванов-Смоленский смело набрасывает общую схему физиологического понимания психиатрического материала. Можно с основанием ожидать, что эта схематизация сначала прямо-таки восстановит против себя некоторых из тех, кто стоит перед огромной сложностью обсуждаемых явлений. Но это участь всяких схем. Всякое новое понимание предмета начинается неизбежно с таких общих построений, которые только постепенно наполняются конкретным содержанием…»— Иванов-Смоленский А. Г. Основные проблемы патофизиологии  высшей нервной деятельности / Предисловие И. П. Павлова. — Медгиз, 1933.
С критикой отдельных научных представлений А. Г. Иванова-Смоленского, не противопоставляя их позиции И. П. Павлова, до войны выступал физиолог Н. А. Бернштейн, а после войны — главным образом Б. М. Теплов (см. Теплов Б. М., Борисова М. Н. К вопросу о «методике речевого подкрепления» А. Г. Иванова-Смоленского // Доклады АПН РСФСР. — 1959. — № 2.).

## Награды и премии
- Сталинская премия второй степени (1950) — за книгу «Очерки патофизиологии высшей нервной деятельности» (1949).
- За работу «Основные вопросы патофизиологии и терапии шизофрении» — АН СССР в 1942 году наградила Иванова-Смоленского премией им. И. П. Павлова (1942).

## Некоторые научные работы
- Иванов-Смоленский А. Г. Опыты мысленного воздействия на животных // Вопросы изучения и воспитания личности. Под ред. Академика В. М. Бехтерева. — Петроград: ГИЗ, 1920.
- Иванов-Смоленский А. Г. Биогенез речевых рефлексов и основные принципы методики их исследования // Психиатрия, неврология и экспериментальная психология. — Петроград: ГИЗ, 1922. — 231-242 с.
- Иванов-Смоленский А. Г. Основные проблемы патофизиологии  высшей нервной деятельности / Предисловие  И. П. Павлова. — Медгиз, 1933.
- Иванов-Смоленский А. Г. Доклан на научной сессии, посвящённой проблемам физиологического учения академика И. П. Павлова (28 июня — 4 июля 1950) / Стенографический отчёт. — М., 1950. — 50 с.
- Иванов-Смоленский А. Г. Учение И. П. Павлова и патологическая физиология. — М.: Издательство АМН СССР, 1952.
- Иванов-Смоленский А. Г. Очерки патофизиологии высшей нервной деятельности: (По данным И. П. Павлова и его школы). — М.: Медгиз, 1952.
- Иванов-Смоленский А. Г. Опыт объективного изучения работы и взаимодействия сигнальных систем головного мозга. — М.: Медгиз, 1963.
- Иванов-Смоленский А. Г. Очерки экспериментального исследования высшей нервной деятельности человека (в возрастном аспекте). — М.: Медицина, 1971.
- Иванов-Смоленский А. Г. Очерки нейродинамической психиатрии. — М.: Медицина, 1971.
- Иванов-Смоленский А. Г. И. П. Павлов в аудитории, в лаборатории и в клинике / Всесоюзное научное общество невропатологов и психиатров. — М., 1975.